# بيجيتسك
بيجيتسك (بالروسية: Бежецк) هي إحدى مدن روسيا في الكيان الفدرالي الروسي تفير أوبلاست.

## أعلام
- فكتور بوبوف
- بوريس ستورمر